# بيلبي صغير
البيليبي الصغير (باللاتينية: Macrotis leucura) هو نوعٌ منقرضٌ من الجرابيات ينتمي إلى جنس البيلبي. كان أول من وصفه علمياً هو الأحيائي البريطاني أولدفيلد توماس مُعتمداً على عيِّنة وجدها مع مجموعة للثديِّيات في المتحف البريطاني بلُندن. كانت هذه الحيوانات بحجم أرنب صغير، وعاشت في صحارى وسط أستراليا. لكن يُعتَقد أنها انقرضت في وقتٍ ما بين خمسينيات وستينيات القرن العشرين.

## الوصف
كان البيلبي الصَّغير حيواناً جرابياً متوسِّط الحجم يتراوح وزنُه من 300 إلى 450 غرام. كان يتفاوت لون فرائه من البني المُصفرّ الباهت إلى البني الرمادي، وأما سيقانه وذيله فقد كانت بيضاء اللَّون. وكان ذيله طويلاً جداً، بحيث يُشكِّل حوالي 70% من إجمالي طول الجسد.

## الموئل
لا توجد سوى معلوماتٍ شحيحةٍ جداً عن الموئل والانتشار السَّابق لهذا النَّوع، إذ لم يُعثَر على هذه الحيوانات حيَّة إلا 6 مرَّات في التاريخ الحديث، ثلاثٌ منها كانت بمواقع غير معروفة. في العُصور الحديثة، كان هذا الحيوان [[توطن|مُتوطِّناً في صحراء قبسون وصحراء الرمل الكبرى الجافَّتين بوسط أستراليا، إضافةً إلى جنوب شرقي الإقليم الشمالي.
كان يفضِّل البيلبي الصغير العيش في الصحاري الرمليَّة والطفاليَّة وكثيرة الكُثبان، والمغطاة بالحشائش الأجميَّة، وكذلك تلك المُغطاة بحشائش التريودا التي تتخلَّلها أشجارٌ منخفضة قليلة وبعض الشجيرات.

## الانقراض
مُنذ اكتشاف البيلبي الصَّغير للمرَّة الأولى عام 1887، لم يُشاهَد هذا النوع أو يمسك في البريَّة إلا نادراً، وظلَّ غير معروفٍ نسبياً للعُلماء. في عام 1931، صادفَ عالم الأحياء فنليسون العديد من هذه الحيوانات قُرب إحدى المحطات، فأمسك بـ12 منها على قيد الحياة. حسبما قاله فلنيسون كانت هذه الكائنات مُنتشرةً جداً بالمنطقة، إلا أنَّ الحيوانات التي جمعها كانت آخر حيوانات البيلبي الصَّغير التي عثر عليها حيَّة على الإطلاق.
كان آخر بيلبي صغير عثر عليه في التاريخ محض جُمجمة، وجدت أسفل عش نسر وتدي الذيل عام 1967 في صحراء سمبسون بالإقليم الشمالي الغربي. وقُدِّر عمر الجمجمة بنحو 15 عاماً. تشير المعلومات التي جُمعت من التحاور مع سكان أستراليا الأصليِّين إلى أنَّ البيلبي الصغير ظلَّ موجوداً في مناطق سكنهم حتى ستينيَّات القرن الماضي.
عزا العلماء سبب تناقُص أعداد البيلبي الصَّغير حتى درجة الانقراض إلى عوامل مختلفة. من أبرزها استقدام حيواناتٍ مفترسة غير أصلية مثل القطط والثعلب الأحمر، وصيده كطعامٍ على أيدي الأستراليِّين الأصليِّين، والمنافسة على الغذاء مع الأرانب، وتآكل الموائل الطبيعيَّة. مع ذلك، تظهر بعض الدراسات العلميَّة أن النباتات في منطقة عيش البيلبي الصَّغير ظلَّت سليمة تقريباً، وبالتالي فإنَّ السبب الأرجح لانقراضه هو صيده على أيدي القطط والثعالب حتى الانقراض.